# Canoagem nos Jogos Olímpicos de Verão de 2008 - Slalom K-1 masculino
A competição slalom K-1 masculino de canoagem nos Jogos Olímpicos de Verão de 2008 realizou-se nos dias 11 (provas eliminatórias) e 12 de agosto (semifinais e final) de 2008.

## Medalhistas
| Ouro   | GER Alexander Grimm   |
| Prata  | FRA Fabien Lefèvre    |
| Bronze | TOG Benjamin Boukpeti |

## Calendário
Horários de Pequim (UTC+8)
| Dia                                 | Horário     | Fase                       |
| ----------------------------------- | ----------- | -------------------------- |
| Segunda-feira, 11 de agosto de 2008 | 15:50-16:50 | Eliminatórias (1ª bateria) |
| Segunda-feira, 11 de agosto de 2008 | 17:42-18:40 | Eliminatórias (2ª bateria) |
| Terça-feira, 12 de agosto de 2008   | 15:40-16:40 | Semifinal                  |
| Terça-feira, 12 de agosto de 2008   | 17:17-18:00 | Final                      |

## Resultados

### Eliminatória
| #  | Nome                      | Preliminar | Preliminar | Preliminar |
| #  | Nome                      | Desc. 1    | Desc. 2    | Total      |
| -- | ------------------------- | ---------- | ---------- | ---------- |
| 1  | SLO Peter Kauzer          | 81.79      | 84.70      | 166.49     |
| 2  | FRA Fabien Lefèvre        | 85.66      | 82.40      | 168.06     |
| 3  | ITA Daniele Molmenti      | 85.13      | 83.46      | 168.59     |
| 4  | GER Alexander Grimm       | 84.90      | 84.36      | 169.26     |
| 5  | POL Dariusz Popiela       | 85.51      | 85.51      | 171.02     |
| 6  | AUT Helmut Oblinger       | 86.21      | 85.54      | 171.75     |
| 7  | CZE Vavřinec Hradílek     | 85.61      | 86.41      | 172.02     |
| 8  | TOG Benjamin Boukpeti     | 90.17      | 82.09      | 172.26     |
| 9  | GBR Campbell Walsh        | 86.72      | 85.72      | 172.44     |
| 10 | AUS Warwick Draper        | 86.28      | 86.30      | 172.58     |
| 11 | SVK Peter Cibak           | 86.26      | 86.69      | 172.95     |
| 12 | ESP Guillermo Díez-Canedo | 84.95      | 88.07      | 173.02     |
| 13 | CAN David Ford            | 85.35      | 89.49      | 174.84     |
| 14 | NED Robert Bouten         | 86.26      | 88.90      | 175.16     |
| 15 | IRL Eoin Rheinisch        | 88.52      | 87.81      | 176.33     |
| 16 | CHI Pablo Mccandless      | 88.24      | 88.40      | 176.64     |
| 17 | SUI Michael Kurt          | 87.58      | 91.08      | 178.66     |
| 18 | JPN Kazuki Yazawa         | 89.82      | 90.05      | 179.87     |
| 19 | MKD Atanas Nikolovski     | 92.63      | 88.56      | 181.19     |
| 20 | USA Scott Parsons         | 84.91      | 135.63     | 220.54     |
| 21 | CHN Ding Fuxue            | 87.47      | 140.92     | 228.39     |

### Semifinal
| #  | Nome                      | Desc. semifinal | Desc. semifinal |
| #  | Nome                      | Penalização     | Tempo           |
| -- | ------------------------- | --------------- | --------------- |
| 1  | TOG Benjamin Boukpeti     | 0               | 86.08           |
| 2  | AUS Warwick Draper        | 0               | 86.09           |
| 3  | FRA Fabien Lefèvre        | 0               | 87.21           |
| 4  | GER Alexander Grimm       | 0               | 87.31           |
| 5  | NED Robert Bouten         | 0               | 88.40           |
| 6  | CAN David Ford            | 0               | 88.46           |
| 7  | POL Dariusz Popiela       | 0               | 88.49           |
| 8  | ITA Daniele Molmenti      | 2               | 88.56           |
| 9  | AUT Helmut Oblinger       | 0               | 88.69           |
| 10 | IRL Eoin Rheinisch        | 0               | 88.85           |
| 11 | CZE Vavřinec Hradílek     | 0               | 88.97           |
| 12 | SVK Peter Cibak           | 2               | 89.41           |
| 13 | SLO Peter Kauzer          | 4               | 89.42           |
| 14 | ESP Guillermo Díez-Canedo | 2               | 90.06           |
| 15 | GBR Campbell Walsh        | 2               | 95.74           |

### Final
| #  | Nome                  | Desc. semifinal | Desc. semifinal | Desc. final | Desc. final | Total  |
| #  | Nome                  | Penalização     | Tempo           | Penalização | Tempo       | Total  |
| -- | --------------------- | --------------- | --------------- | ----------- | ----------- | ------ |
|    | GER Alexander Grimm   | 0               | 87.31           | 0           | 84.39       | 171.70 |
|    | FRA Fabien Lefèvre    | 0               | 87.21           | 0           | 86.09       | 173.30 |
|    | TOG Benjamin Boukpeti | 0               | 86.08           | 0           | 87.37       | 173.45 |
| 4  | IRL Eoin Rheinisch    | 0               | 88.85           | 0           | 88.06       | 176.91 |
| 5  | AUS Warwick Draper    | 0               | 86.09           | 0           | 91.76       | 177.85 |
| 6  | CAN David Ford        | 0               | 88.46           | 2           | 89.89       | 178.35 |
| 7  | AUT Helmut Oblinger   | 0               | 88.69           | 2           | 90.14       | 178.83 |
| 8  | POL Dariusz Popiela   | 0               | 88.49           | 0           | 91.19       | 179.68 |
| 9  | NED Robert Bouten     | 0               | 88.40           | 50          | 139.59      | 227.99 |
| 10 | ITA Daniele Molmenti  | 2               | 88.56           | 52          | 142.37      | 230.93 |